# 西江镇 (通化县)
西江镇，是中华人民共和国吉林省通化市通化县下辖的一个乡镇级行政单位。
原江甸镇，2012年更名为西江镇。

## 行政区划
西江镇下辖以下地区：
龙泉社区、西江村、岔信村、民主村、民和村、兴胜村、金珠村、太平村、东江村、磨齿村、复胜村、民生村、西鲜村和东平村。

## 特产
西江大米：中国地理标志产品。也称西江贡米。